# アントワーヌ・シモン

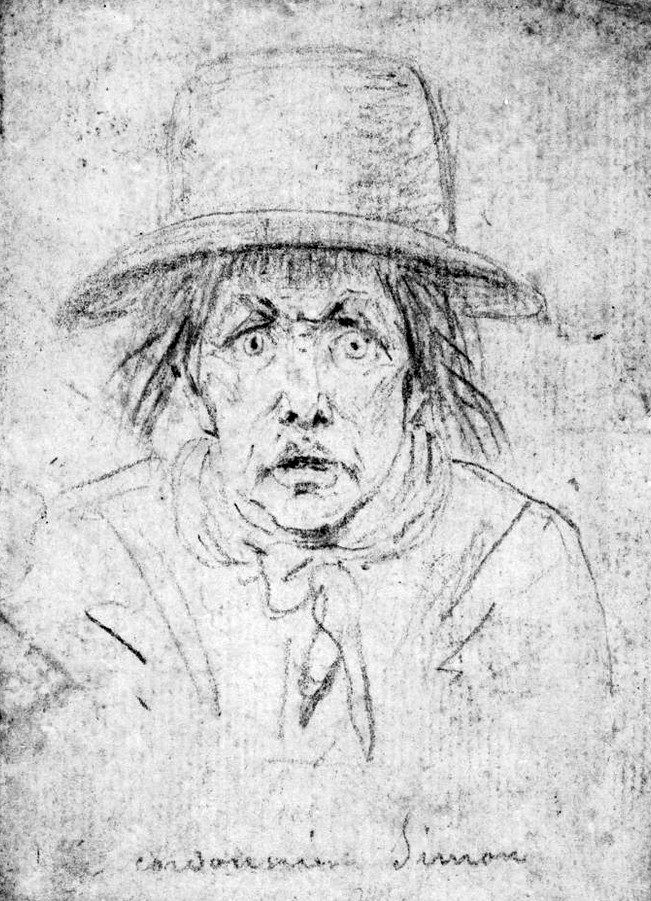
アントワーヌ・シモン

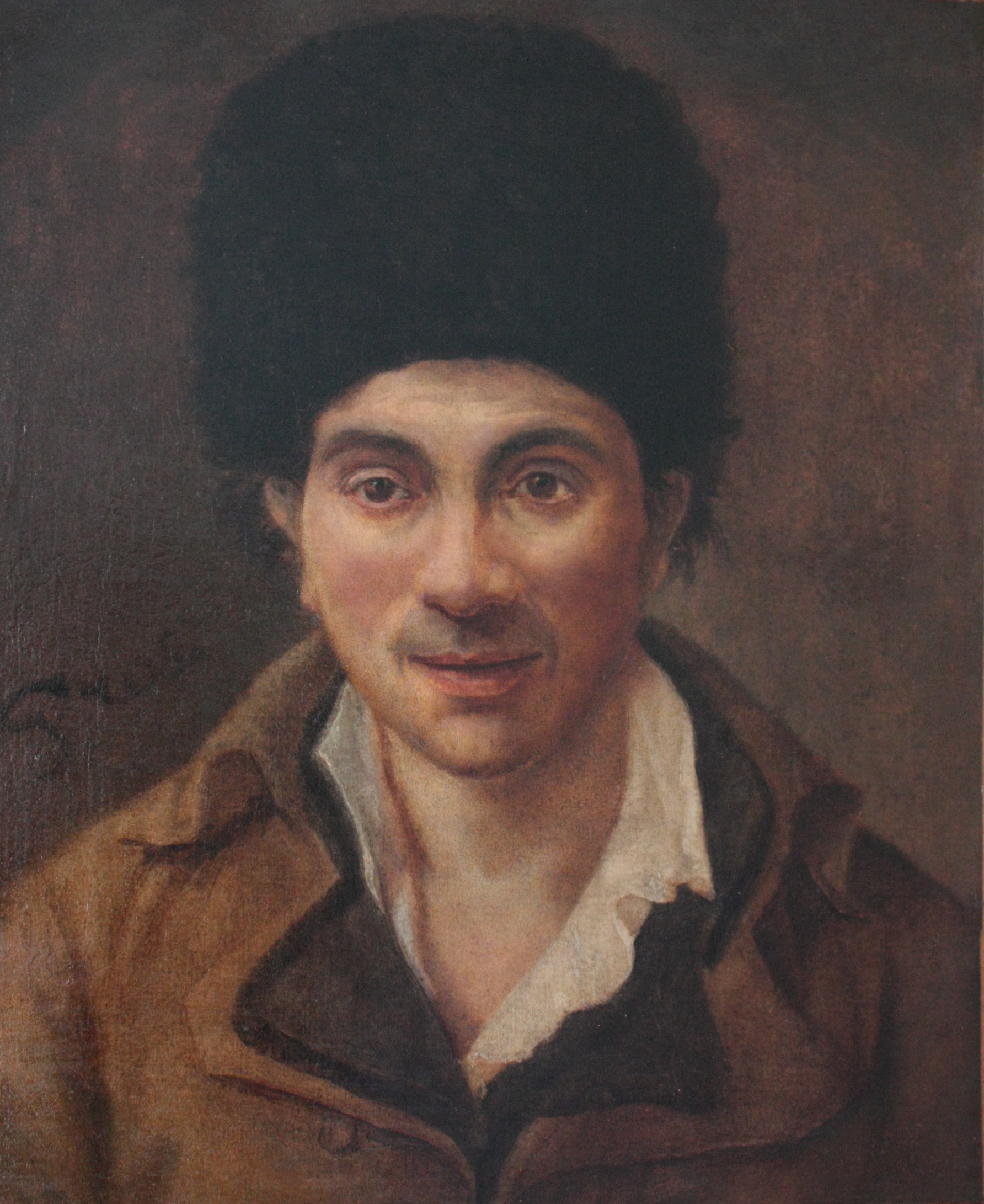
アントワーヌ＝ジャン・グロ作

アントワーヌ・シモン（1736年 – 1794年7月28日）は、フランス王国のパリのコルドリエ通りの靴職人であり、パリ・コミューンの代表であるコルドリエ・クラブの会員であった。彼はフランスのトロワでフランソワ・シモンとマリー・ジャンヌ・アデネの間に生まれた 。
1793年7月3日、シモンはタンプル塔でルイ17世の後見人兼教育係に指名された。翌年1月19日、シモンは後見人を辞職。妻と一緒に塔を去った。
1794年7月28日、シモンは21人の死刑囚のうちの一人として、今日のコンコルド広場である革命広場でマクシミリアン・ロベスピエールと一緒にギロチンで処刑された。